# 1. brigada kopenske vojske (Vojska Srbije)
1. brigada kopenske vojske  je pehotna brigada, ki deluje v okviru Kopenske vojske Oboroženih sil Srbije.

## Zgodovina
Brigada je bila ustanovljena 31. julija 2006 z združenjem in reorganizacijo enot Novosadskega korpusa, delov drugih enot (1. oklepne brigade) in dveh pontonskih inženirskih bataljonov (402. in 485.).
Enota nadaljuje tradicijo partizanske 1. vojvodinske brigade. 26. marca 2007 je bila brigada pripojena Poveljstvu Kopenske vojske Srbije.

## Sestava
- Poveljstvo
- 10. poveljniški bataljon
- 14. protiletalski artilerijski bataljon
- 18. inženirski bataljon
- 11. pehotni bataljon
- 15. tankovski bataljon
- 19. logistični bataljon
- 12. samovozni artilerijski bataljon
- 16. mehanizirani bataljon
- 110. pontonski bataljon
- 13. samovozni raketni artilerijski divizion
- 17. mehanizirani bataljon
- 111. pontonski bataljon